# Graxa
Graxa (português brasileiro) ou massa consistente (português europeu) lubrificante é o nome genérico e popular dado a lubrificantes pastosos compostos (semiplásticos) ou de alta viscosidade, compostos de misturas de óleos lubrificantes minerais (de diversas viscosidades) e seus aditivos e, especialmente do ponto de vista químico, sais de determinados ácidos graxos, como cálcio, sódio, lítio, alumínio, bário e magnésio (geralmente chamados de sabão, que formam com os óleos de origem mineral uma emulsão, atuando como agente espessador).

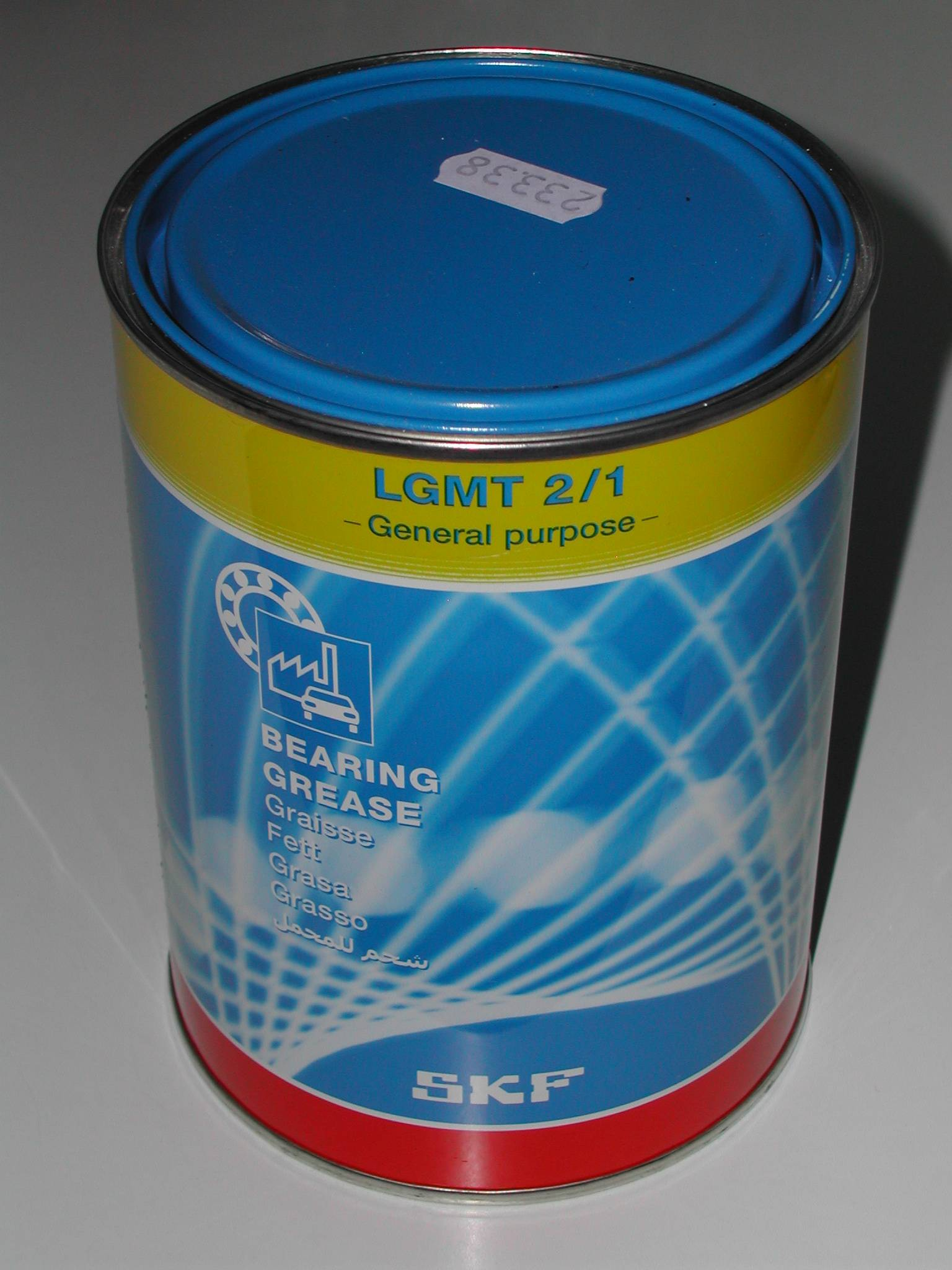
Embalagem de graxa multiuso

Em tais formulações o óleo mineral entra como o verdadeiro lubrificante e o espessador, além de conferir a viscosidade à mistura, atua na retenção do óleo mineral.
Os aditivos atuam com a manutenção de propriedades de antioxidação, resistência a ação da água e determinados solventes, capacidade de adesão, estabilidade da viscosidade em função da temperatura e do movimento, resistência ao desalojamento, a resistência a extremas pressões e outras propriedades específicas do uso e ambiente em questão.
Algumas das propriedades que entram na caracterização e análise de uma graxa (e que inclusive podem receber uma mensuração técnica específica e normalização) são: consistência, viscosidade aparante, ponto de gota ou ponto de gotejamento, oxidação, separação do óleo, lavagem por água, coloração. 
Não confundir com o termo popular para gordura de origem animal, especialmente as sólidas.

## Tipos de graxa por composição
- Graxa de cálcio, insolúvel em água e pouco resistente ao calor.
- Graxa de sódio, solúvel em água, mais resistente ao calor em comparação à graxa de cálcio.
- Graxa de lítio, á uma mistura muito resistente e adaptada aos mais variados usos desde o doméstico até o automobilístico; o ponto de gotejamento é aproximadamente  180°C e permanece inalterável suportando o calor.
- Graxa de bário, para uso genérico, resiste bem à temperatura mas pouco aos movimentos rápidos.
- Graxa de cobre, também chamada graxa de revestimento, composto de pó fino de cobre disperso na graxa e usado para proteger os roscas de parafusos e helicóides e resiste à temperatura de até 1000°C, não é solúvel em água.
- Graxa de silicone, não é solúvel em água e previne bem a corrosão.
- Graxa de PTFE, também chamada graxa de Teflon (PTFE é a sigla para o politetrafluoroetileno, nome científico do Teflon).
- Graxa de vaselina, para usos domésticos e em contatos elétricos, disponível até para a indústria alimentícia.
- Graxa de grafite, para altíssimas pressões e contatos elétricos.
- Graxa de glicerol, para baixas temperaturas.
- Graxa de alumínio, para altíssimas pressões, hidrorepelente e anti-emulsionante, adequada ao engraxamento sob pressão.